# Макао на Светском првенству у атлетици на отвореном 2023.
Макао је учествовао на 19. Светском првенству у атлетици на отвореном 2023. одржаном у Будимпешти од 19. до 27. августа једанаести пут. Репрезентацију Макаоа представљао је 1 атлетичар који се такмичио у трци на 100 метара.,
На овом првенству такмичар Макаоа није освојио ниједну медаљу, нити је остварио неки резултат.

## Учесници
Мушкарци 
- Кин Ва Чан — 100 м

## Резултати

### Мушкарци
| Атлетичар  | Дисциплина | Лични рекорд | Предтакмичење | Предтакмичење | Квалификације | Квалификације | Полуфинале           | Полуфинале           | Финале               | Финале       | Детаљи |
| Атлетичар  | Дисциплина | Лични рекорд | Резултат      | Место         | Резултат      | Место         | Резултат             | Место                | Резултат             | Место        | Детаљи |
| ---------- | ---------- | ------------ | ------------- | ------------- | ------------- | ------------- | -------------------- | -------------------- | -------------------- | ------------ | ------ |
| Кин Ва Чан | 100 м      | 10,62        | 10,79 кв      | 3. у гр. 1    | 10,83         | 8. у гр. 2    | Није се квалификовао | Није се квалификовао | Није се квалификовао | 49 / 71 (75) |        |